# Peacemaker – Békeharcos
A Peacemaker – Békeharcos (eredeti cím: Peacemaker) amerikai televíziós sorozat, melyet James Gunn készített az HBO Max streaming-szolgáltatás számára. Ez az első DC kiterjesztett univerzum részét képző televíziós sorozat, amely a 2021-es The Suicide Squad – Az öngyilkos osztag spin-offja. A film után játszódó sorozat Békeharcos eredettörténetét tárja fel, aki hiszi, hogy békét bármi áron el lehet érni. A sorozatot a Troll Court Entertainment és a The Safran Company gyártja a Warner Bros. Television közreműködésével.
A Peacemaker – Békeharcos első három epizódjának premierje 2022. január 13-án volt az HBO Max-on. A sorozat további epizódjai hetente jelentek meg egészen február 17-ig. A sorozat a kritikusoktól pozitív elismerést kapott. 2022 februárjában berendelték a sorozat második évadát, amelynek az összes epizódját James Gunn fogja írni és rendezni.

## Szereplők

### Főszereplők
| Színész          | Szereplő                       | Magyar hang     |
| ---------------- | ------------------------------ | --------------- |
| John Cena        | Christopher Smith / Békeharcos | Bognár Tamás    |
| Danielle Brooks  | Leota Adebayo                  | Nádasi Veronika |
| Freddie Stroma   | Adrian Chase / Igazságosztó    | Kovács Lehel    |
| Chukwudi Iwuji   | Clemson Murn                   | Papp Dániel     |
| Jennifer Holland | Emilia Harcourt                | Csuha Bori      |
| Steve Agee       | John Economos                  | Holl Nándor     |
| Robert Patrick   | Auggie Smith / Fehér Sárkány   | Rosta Sándor    |

### Mellékszereplők
| Színész               | Szereplő            | Magyar hang     |
| --------------------- | ------------------- | --------------- |
| Annie Chang           | Sophie Song nyomozó | Andrádi Zsanett |
| Lochlyn Munro         | Larry Fitzgibbon    | Czvetkó Sándor  |
| Elizabeth Ludlow      | Keeya Adebayo       | Nagy Katica     |
| Rizwan Manji          | Jamil               | Háda János      |
| Nhut Le               | Dzsúdómester        | Barát Attila    |
| Christopher Heyerdahl | Locke kapitány      | Jakab Csaba     |

### Vendégszereplők
| Színész     | Szereplő               | Magyar hang    | Megjegyzés |
| ----------- | ---------------------- | -------------- | ---------- |
| Viola Davis | Amanda Waller          | Kocsis Mariann | 2 epizód   |
| Jason Momoa | Arthur Curry / Aquaman | Varga Rókus    | 1 epizód   |
| Ezra Miller | Barry Allen / Flash    | Szabó Máté     | 1 epizód   |

## Epizódok
| # | Cím                                                   | Rendező            | Író        | Premier                            |
| --- | ----------------------------------------------------- | ------------------ | ---------- | ---------------------------------- |
| 1. | Szép új rabság (A Whole New Whirled)                  | James Gunn         | James Gunn | 2022. január 13. 2022. március 8.  |
| Öt hónappal az Öngyilkos Osztaggal való corto maltese-i küldetése után, Christopher Smith / Békeharcos felépül az ott szerzett sérüléseiből és hazamegy a kórházból. Amikor hazaér, Békeharcost egy csapat A.R.G.U.S. ügynök fogadja: Clemson Murn, Emilia Harcourt, John Economos és az újonc Leota Adebayo. Felajánlják neki, hogy megszabadítják a börtönbüntetéstől, ha cserébe segít nekik egy küldetésben, amit "Pillangó Projektnek" neveznek. Békeharcos ellátogat az apjához, Auggie-hoz, aki ellátja őt egy új egyenruhával és visszaszerzi házi kedvencét, Eagly-t, a fehérfejű rétisast. Ezután Békeharcos elmegy vacsorázni a csapattal és Murn odaadja neki az aktát a személyről, akit le kell vadásznia. Békeharcos megpróbál flörtölni Harcourttal, de nem jár sikerrel, ezért egy másik nőt visz haza. Eközben Adebayo tisztázza a Pillangó Projektben való szerepkörét az anyjával, Amanda Wallerrel, az A.R.G.U.S. igazgatójával. A nő, aki Békeharcossal van, megtámadja az utóbbit és kiderül, hogy emberfeletti képességei vannak. Szerencsére, Békeharcos a sisakjába épített szónikus fegyverrel megöli a támadóját. |                                                       |                    |            |                                    |
| 2. | Soha barik (Best Friends, For Never)                  | James Gunn         | James Gunn | 2022. január 13. 2022. március 8.  |
| 3. | Jóban Goffban (Better Goff Dead)                      | James Gunn         | James Gunn | 2022. január 13. 2022. március 8.  |
| 4. | Úttalan takony (The Choad Less Traveled)              | Jody Hill          | James Gunn | 2022. január 20. 2022. március 8.  |
| 5. | Majomparádé (Monkey Dory)                             | Rosemary Rodriguez | James Gunn | 2022. január 27. 2022. március 8.  |
| 6. | Pillangóhatás (Murn After Reading)                    | James Gunn         | James Gunn | 2022. február 3. 2022. március 8.  |
| 7. | Megtépázott sárkányszív (Stop Dragon My Heart Around) | Brad Anderson      | James Gunn | 2022. február 10. 2022. március 8. |
| 8. | Must vagy soha (It's Cow or Never)                    | James Gunn         | James Gunn | 2022. február 17. 2022. március 8. |

## Megjelenés
A Peacemaker – Békeharcos 2022. január 13-án jelent meg az HBO Max-on, három epizóddal. A maradék öt epizód hetente jelent meg február 17-ig.